# Mode LGBT
Pour un article plus général, voir Culture LGBT.

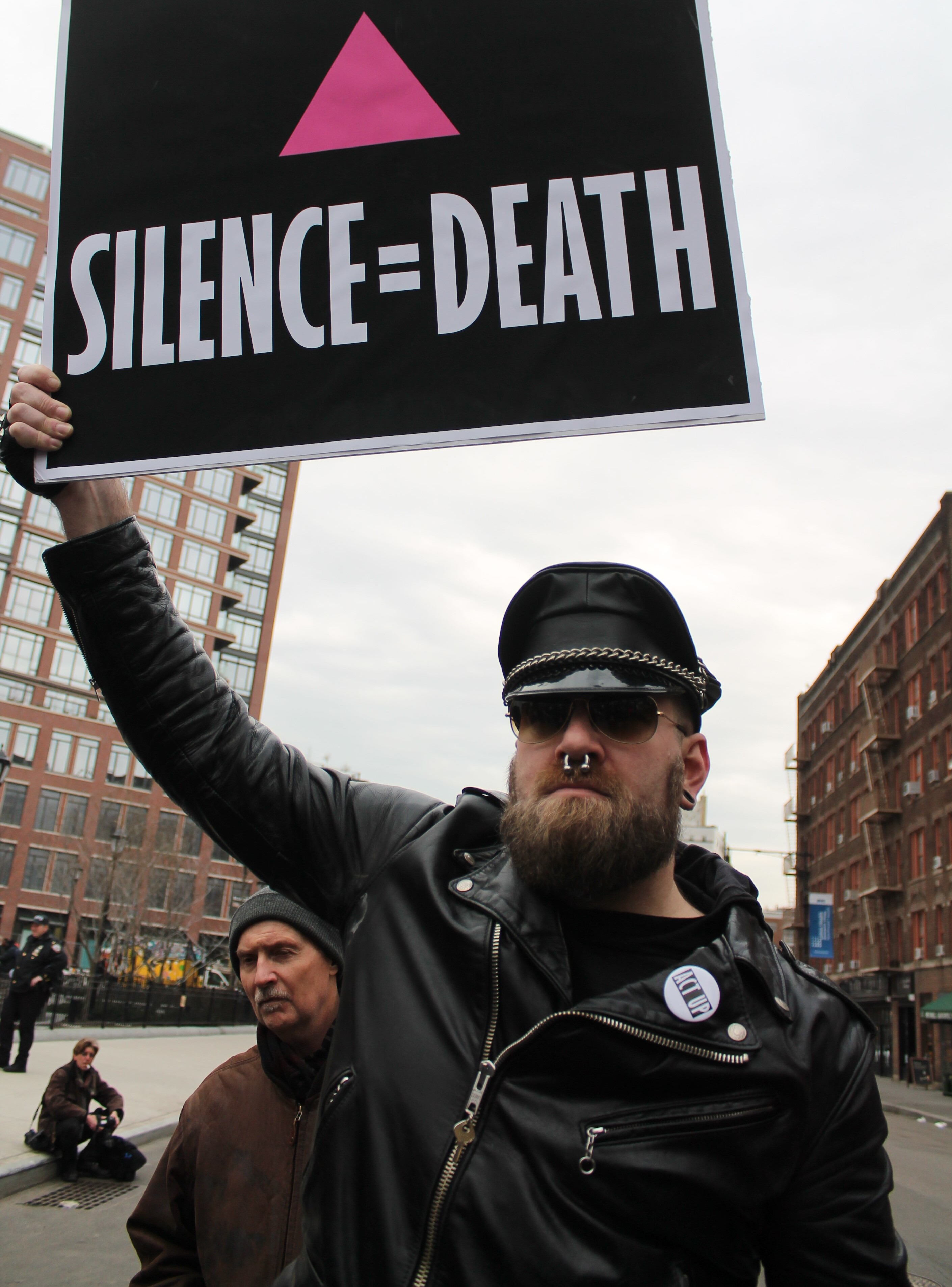
Marche pour les 30 ans d'Act-Up New York, en 2017. Le manifestant porte plusieurs marqueurs de la mode LGBT : le badge politique, le slogan Silence=Death, le piercing au septum, et la tenue cuir.

La mode LGBT, aussi appelée  mode queer, correspond à l'ensemble des vêtements portés par les personnes LGBT et reconnus par elles comme étant un signe culturel spécifique.

## Périmètre
L'historienne Eleanor Medhurst définit la mode lesbienne comme l'ensemble des tenues reconnues comme lesbiennes par les intéressées ; elle y inclut ainsi les personnes bisexuelles proches de l'expérience lesbienne ou celles dont le style a servi d'inspiration ou résonne avec l'expérience lesbienne. Les chercheurs Vicki Karaminas (en) et Adam Geczy notent qu'il est difficile de donner des contours précis à la mode gay, puisque les tenues qui la caractérisent ne sont pas uniquement portées par des hommes homosexuels. Toutefois, ils notent une récurrence, celle de partir de courants esthétiques pas forcément gays à l'origine et d'en changer juste assez les codes pour que ceux-ci deviennent signes d'homosexualité.  
Pour Clare Lomas, Peter McNeil et Sally Gray, la mode LGBT se caractérise non pas uniquement par un ensemble de messages codés par le port de vêtement, mais aussi par une manière unique de lire et comprendre l'habillement.  
L'appellation « mode queer » est polysémique : elle peut à la fois être utilisée comme synonyme de mode LGBT, ou avoir un sens plus restreint et signifier les tenues androgynes des personnes non binaires et genderqueer.

## Histoire
Pour la conservatrice du Fashion Institute of Technology Valerie Steele, une mode LGBT ne peut exister que lorsque la sexualité est pensée comme une identité de l'individu qu'il partage avec une communauté et non plus uniquement comme un ensemble d'actes. Elle fait ainsi remonter la mode LGBT à une double origine, celle des cultures où des personnes AMAB ont exclusivement des relations sexuelles avec des hommes en prenant le rôle passif, constituant ou pas un troisième genre, et les communautés d'hommes homosexuels existant dans des villes italiennes dès la Renaissance et dans les autres villes européennes dès le XVIIIe siècle.
Pour Eleanor Medhurst, adopter un point de vue queer et spécifiquement lesbien implique de dresser des parallèles entre les pratiques d'habillement du passé et celles de lesbiennes du XXIe siècle : pour elle, Christine de Suède, avec ses habits mêlant féminin et masculin d'une manière novatrice, fait partie de l'histoire de la mode lesbienne.

### Communautés anglaises duXVIIIesiècle

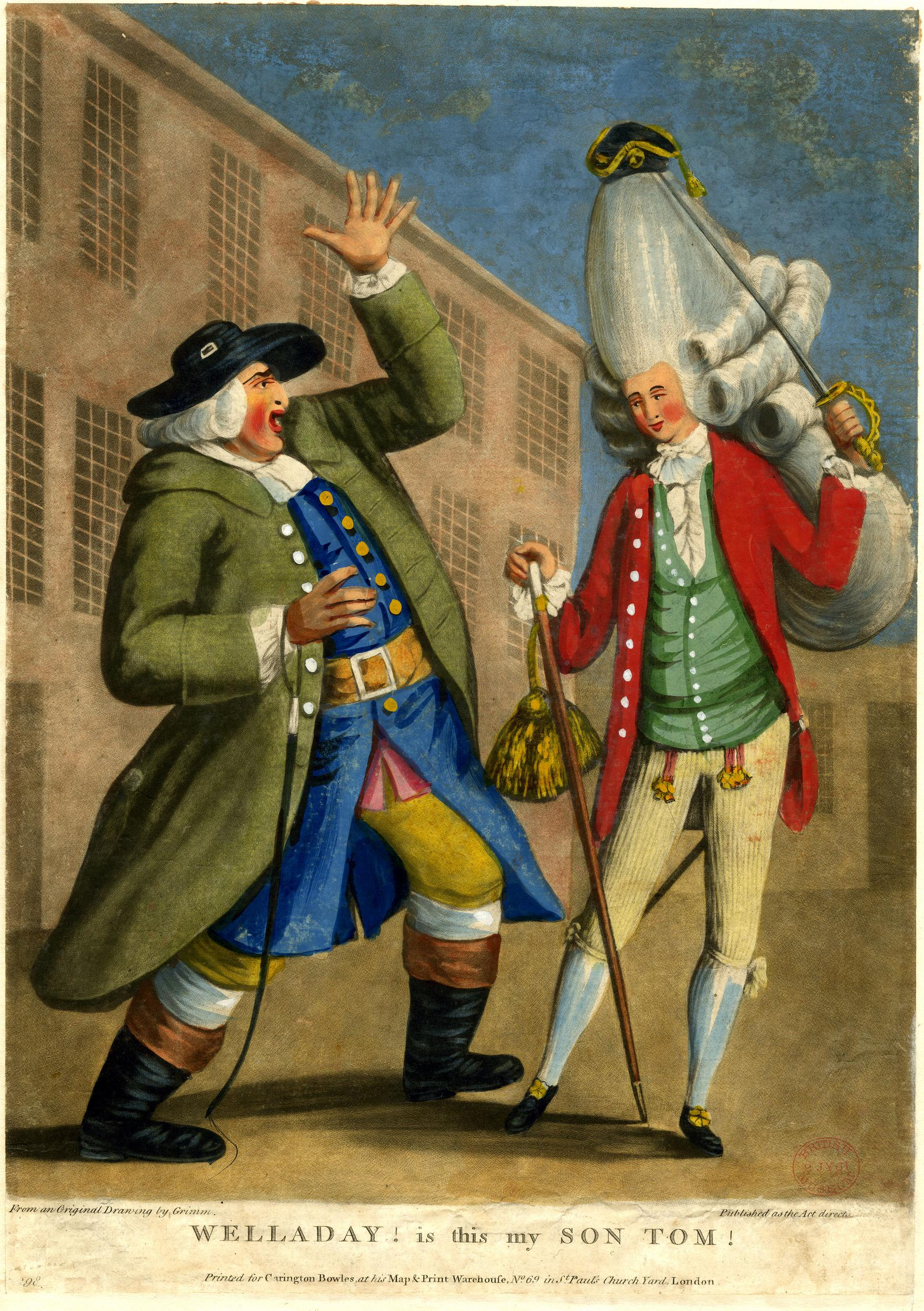
Caricature de 1774 par Samuel Hieronymus Grimm représentant un père découvrant le style macaroni de son fils et conservée au British Museum

Plusieurs communautés homosexuelles anglaises existent au cours du XVIIIe siècle, avec chacune leurs tenues spécifiques. La plus importante est celle des « sodomites efféminés », les « mollies », violemment persécutées dans les années 1720, qui pratiquent le travestissement : robes, parures de tête, chaussures à fin lacets, mais aussi tenues de laitière ou de bergère, gilets et jupons. Le second groupe est les « macaronis », à l'apparence androgyne. La troisième communauté est celle des modistes : jusqu'alors exclusivement féminine, la profession se masculinise au XVIIIe siècle et est surtout réalisée par des hommes homosexuels qui voient là une double opportunité d'être en communauté et de pouvoir plus librement pratiquer le travestissement.
Le milieu du XVIIIe siècle est d'ailleurs un moment charnière dans le vêtement masculin de la haute société : les tenues colorées, les broderies florales et la dentelle, qui étaient alors tout à faite conformes dans le genre, deviennent des marqueurs d'efféminement et d'homosexualité tandis que le vêtement masculin se fait plus sobre et plus sombre.
À partir des années 1770, le vêtement masculinisé devient un marqueur des petites communautés lesbiennes qui commencent à se former.

### XIXesiècle
Au XIXe siècle, Anne Lister reprend dans sa tenue des expressions déjà expérimentées par Christine de Suède au XVIIe siècle, à savoir la superposition de marqueurs masculins (tons noirs) et féminins (coupe et matière des tenues), créant un vocabulaire vestimentaire novateur.
La tenue d'Anne Lister est un équilibre subtil entre, d'une part, respecter suffisamment les conventions sociales afin de continuer à être perçue comme une femme respectable et ainsi avoir la liberté de vivre comme elle l'entend, notamment en cohabitant avec son amante Ann Walker, et, d'autre part, être visiblement lesbienne. Eleanor Medhust la voit comme une butch avant l'heure, « possédant une masculinité qui ne cherche pas à passer pour celle d'un homme ».

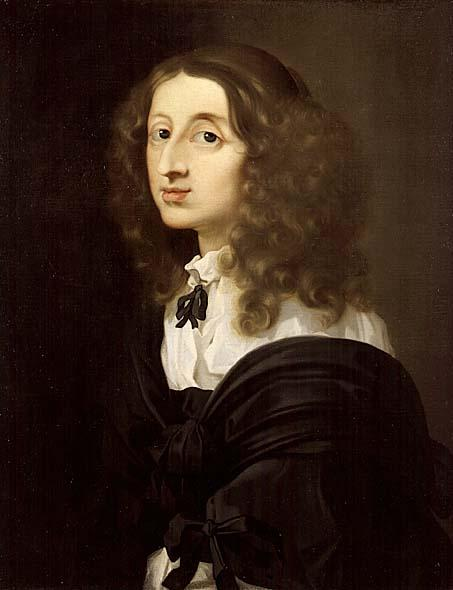
Reine Christine de Suède, peinture de Sébastien Bourdon de 1653 conservée au Nationalmuseum. Christine de Suède porte une tenue mêlant la mode féminine, avec une grande robe découverte aux épaules, et masculine, avec une palette de noir et blanc et un chemise nouée d'un ruban[o 5]
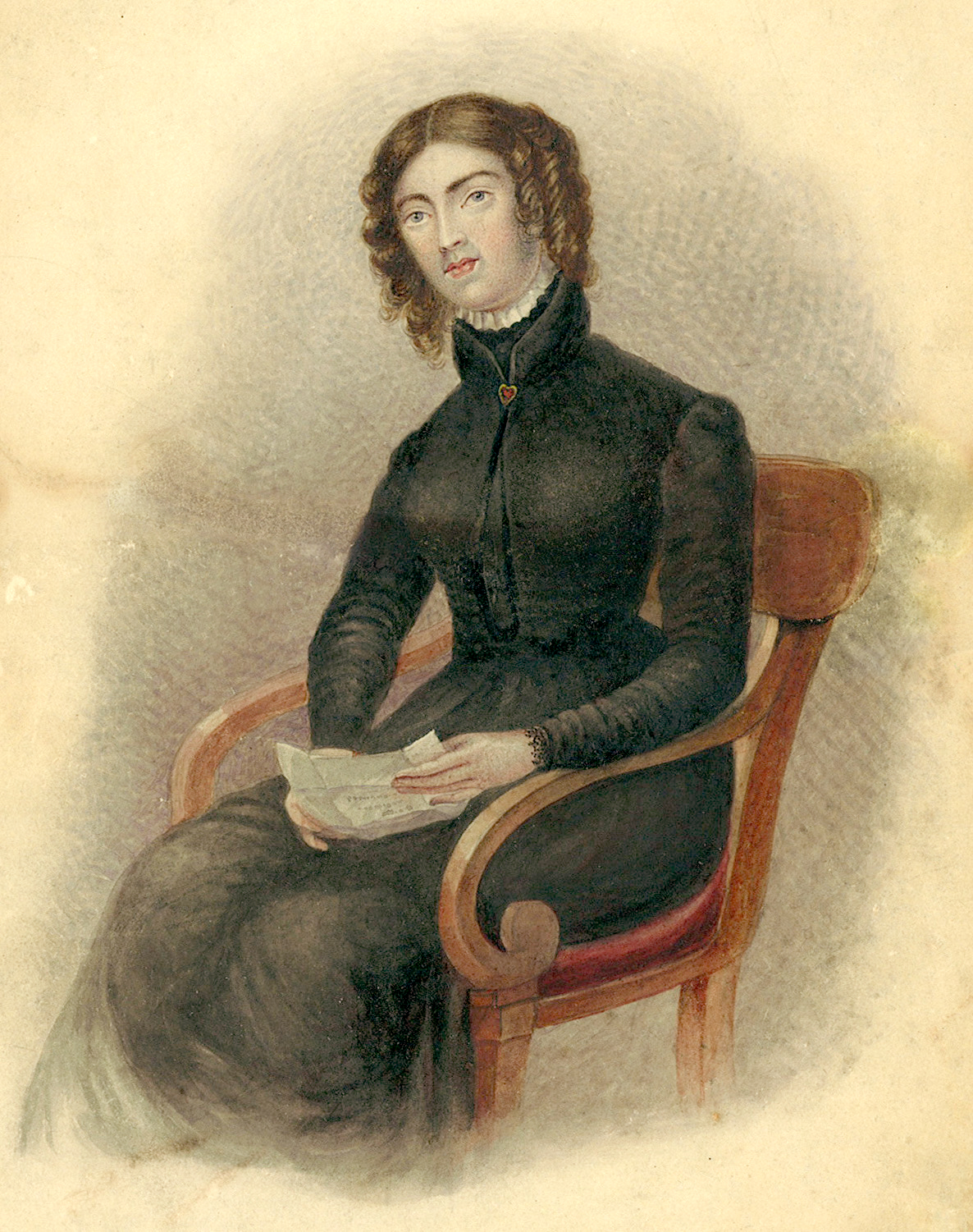
Aquarelle d'Anne Lister réalisée par Mrs Taylor en 1822. Si le noir est une couleur masculine à l'époque, les matières (satin, gaze) sont féminines[o 5]

Au cours de ce siècle, la condamnation de l'homosexualité se fait de plus en plus médicalisée. En 1857, Ambroise-Auguste Tardieu publie son Étude médico-légale sur les attentats aux mœurs, décrit les hommes homosexuels comme ayant « les cheveux bouclés, la peau soignée, le col ouvert et veste rentrée pour accentuer la silhouette, bijoux aux doigts, aux oreilles et à la poitrine, portant du parfum avec à la main de la broderie, des fleurs ou un mouchoir ».
À partir du 1870, à New York, Londres et Paris apparaissent les communautés fairy ou fées, caractérisées par un pantalon serré, une veste courte, une cravate rayée très colorée, des cheveux bouclés et un petit chapeau. Pour Ralph Werther, être fée c'est porter les vêtements les plus sophistiqués et tape-à-l’œil possibles.

Oscar Wilde en 1882. Photographie de Napoléon Sarony

La médiatisation des procès d'Oscar Wilde font de son style des indices d'homosexualité, en particulier ses cheveux tombant en boucle devant ses oreilles et son cou et les fleurs vertes qu'il portait en boutonnière. Ceux-ci servent à la fois comme contre-modèle à ne pas suivre pour être vus comme respectables et signes d'identification portés jusque dans les bars de Bowery. Quant aux fleurs vertes et plus particulièrement les  œillets, ils deviennent associés à l'artiste, ses amis assistaient aux premières de ses pièces avec un œillet vert et l'expression « œillet vert » se met en France, jusqu'au milieu du XXe siècle, à désigner l'homosexualité masculine.
La fin du XIXe siècle voit l'arrivée du style dandy, dont le représentant homosexuel le plus célèbre est Robert de Montesquiou. De Montesquiou a inspiré le personnage du Baron de Charlus de Proust, dont le dandysme sert à la fois à cacher l'homosexualité à la société homophobe, via la présentation d'une tenue irréprochablement masculine, et à la signaler aux autres homosexuels à travers un impeccable sens du style. Le dandysme, en particulier les costumes sur mesure, sont aussi repris dans la culture lesbienne de l'époque : ainsi, de nombreuses lesbiennes parisiennes des années 1880 portent des vestes masculines sombres en laine, des chemises blanches aux cols amidonnés et des cravates, quand d'autres se conforment aux canons de la mode féminine ou abordent des blousons en cuir.
À la même époque, l'ancien esclave afro-américain William Dorsey Swann organise des bals à Washington DC dans lesquels lui et d'autres anciens esclaves portent des robes de satin et de soie, lançant ainsi le mouvement drag,.

### Première moitié duXXesiècle

#### Garçonnes
Dans les années 1920 émerge le style garçonne, caractérisé par des cheveux courts, une silhouette androgyne cherchant à dissimuler seins et hanches, et une longueur de jupe au genou. Ce style, bien que populaire parmi les femmes hétérosexuelles, est aussi associé aux lesbiennes. Une des nuances est la coiffure : celle des garçonnes hétérosexuelles était courte mais distinctement féminine, tandis que celle des lesbiennes, notamment elles fréquentant le bar parisien Le Fétiche, était indistinguable de celles des hommes.

#### New York

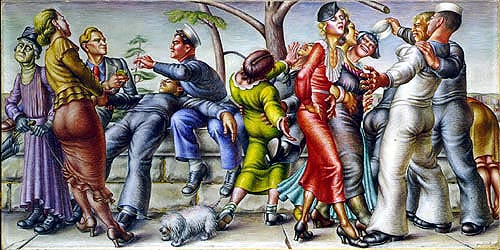
Paul Cadmus, The Fleet's In, 1934, Navy Art Gallery, Washington Navy Yard, Washington. Un des hommes à gauche porte une cravate rouge et les cheveux décolorés en blond.

À New York, plusieurs symboles émergent comme signes de reconnaissance entre hommes gays dans les bars, notamment les cheveux décolorés en blond, les cravates rouges, le port de la couleur verte, les chaussures en Suède et l'épilation des sourcils pour en affirmer le dessin.

#### Londres
À Londres, les chaussures en Suède sont aussi un signe d'homosexualité, associées avec les cravates Liberty et les manteaux poil de chameaux.

#### République de Weimar
La République de Weimar est une époque d'effervescence des communautés homosexuelles et travesties. À l'époque, où la conceptualisation de la transidentité est balbutiante, la catégorie « travesti » regroupe à la fois des personnes cherchant à porter ponctuellement les vêtements du sexe dont lequel elles ne sont pas nées et celles qui cherchent à y vivre. Les magazines lesbiens Frauenliebe et Die Freundin incluent des suppléments sur le travestissement et, plus généralement, font une large place aux pages sur la mode et sur comment passer sans subir de harcèlement policier.
L'historien Clayton Whisnant décrit les clubs queers de l'époque comme « plein d'hommes maquillés de poudre et de rouge à lèvre, ainsi que de femmes aux cheveux courts en smoking ». Parmi les autres éléments de la culture vestimentaire des clubs lesbiens, l'écrivaine Ruth Margarete Roellig cite le monocle ainsi qu'une silhouette élancée dans un costume fait d'une veste resserrée, d'une chemise en soie dont les manches dépassent et d'une cravate.

#### Japon: mouvement Seitō

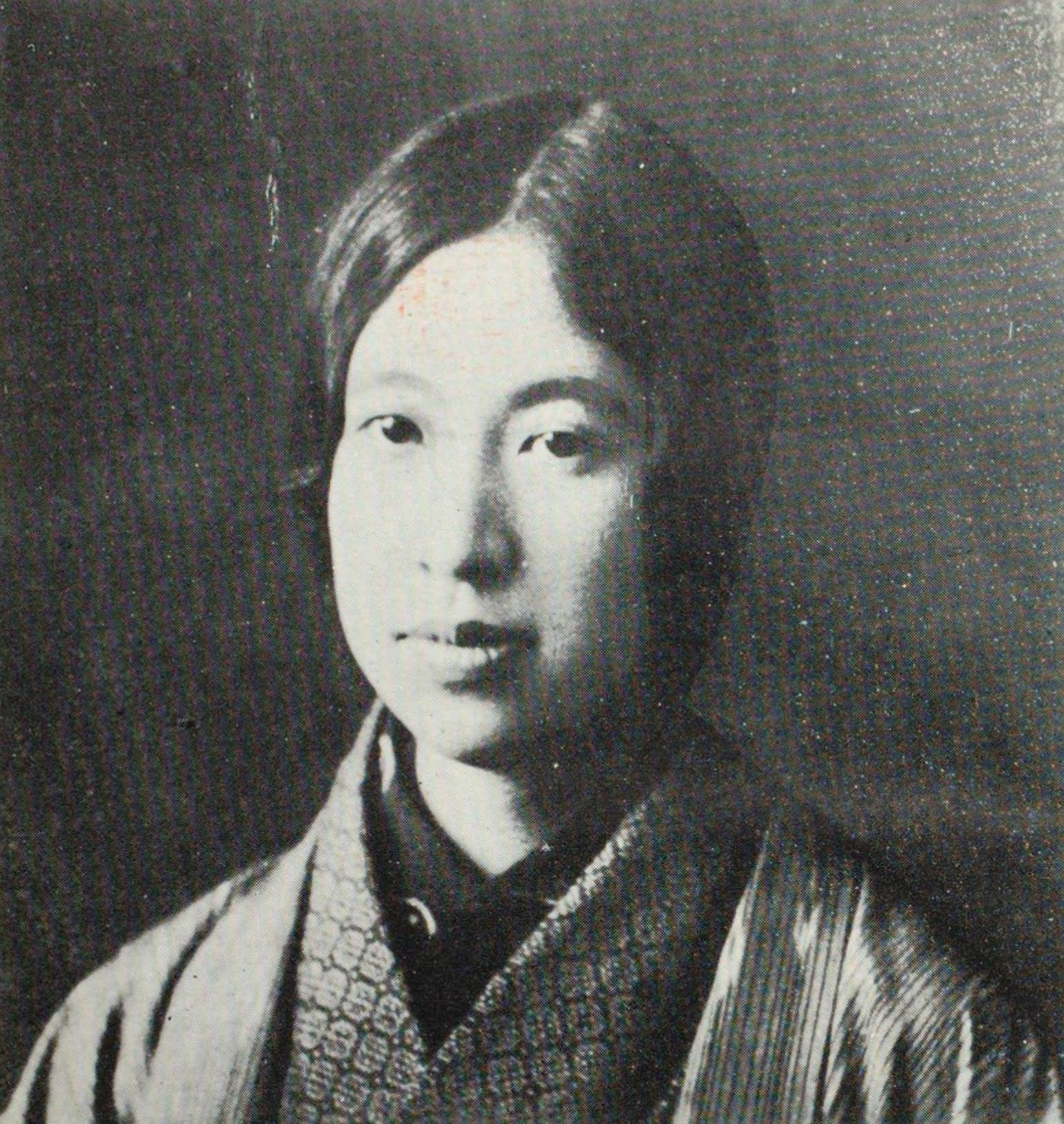
Raichō Hiratsuka

Le mouvement féministe japonais des années 1910 est marqué par la publication, de 1911 à 1916, de la revue littéraire Seitō. Deux femmes, Raichō Hiratsuka, une de ses fondatrices, et Otake Kokichi (en), une des contributrices, en raison de leur relation, de leurs idées et de leurs vêtements, sont particulièrement la cible de caricatures qui cherchent à les dénigrer. Elles portent toutes deux des hakama, tenue qui avait été unisexe jusqu'au XIXe siècle mais était alors tombée en désuétude, les hommes japonais étant encouragés à porter des vêtements d'inspiration occidentale et les femmes des kimono, au point d'être considérées comme pratiquant une forme de travestissement. Raichō ne supportait pas les ceintures de kimono, à la fois sensoriellement et parce que porter un vêtement aussi genré lui rappelait constamment qu'elle était considérée comme inférieure car femme. L'hakama était aussi l'uniforme controversé, car pas assez féminin, des universités féminines, espace d'émancipation intellectuelle et de solidarité entre femmes.

#### Paris
À partir de 1909, Natalie Clifford Barney tient un salon artistique au 20 rue Jacob où se retrouvent les riches lesbiennes bohèmes de la capitale. Plusieurs styles s'y rencontrent : le plus commun est composé d'un monocle, de cols hauts, de cheveux courts coiffés à la brillantine,  d'un œillet blanc ou d'un bouquet de violettes en boutonnière et d'une bague à l’auriculaire.

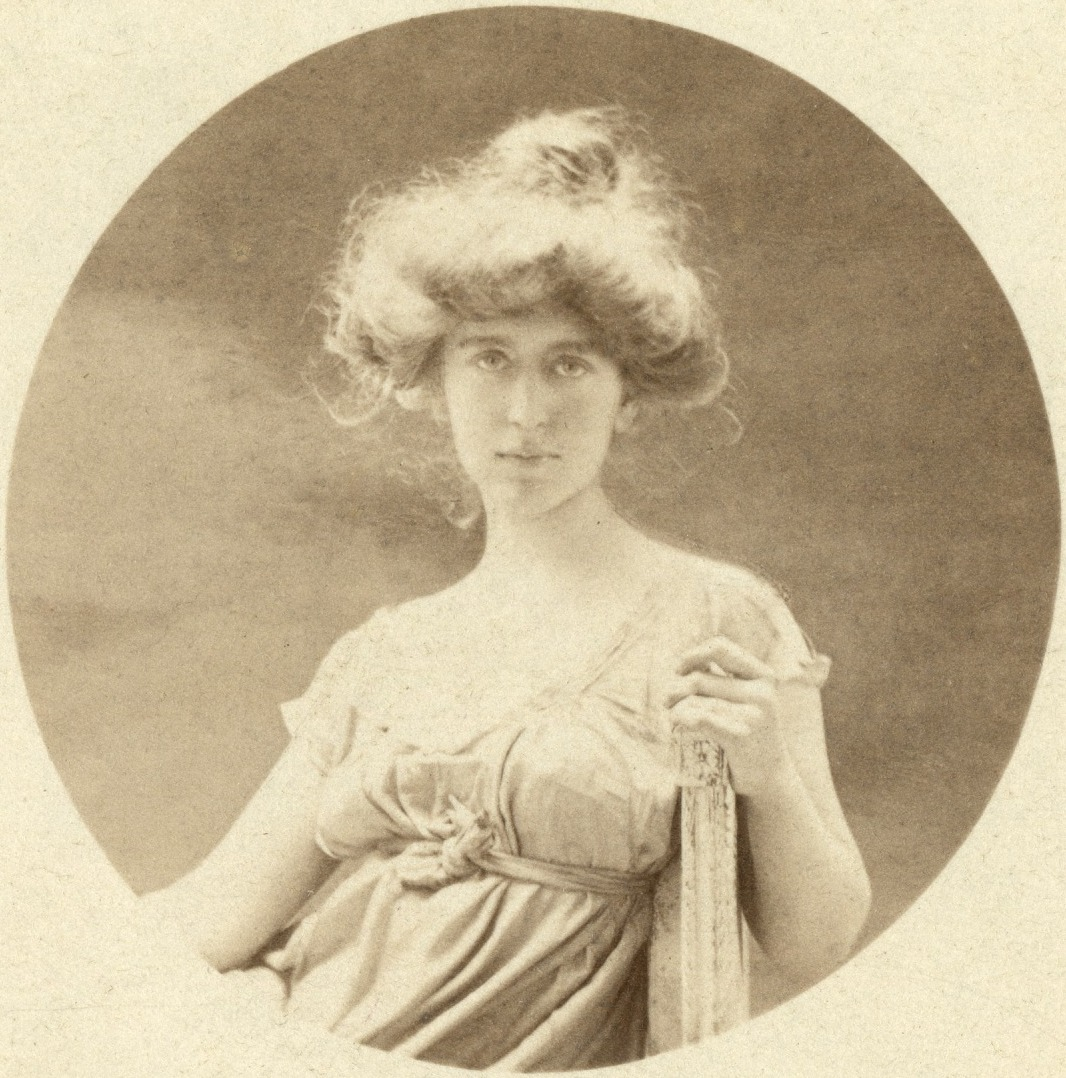
Natalie Clifford Barney vers 1900 portant une toge de style grec

La violette est un symbole lesbien depuis la redécouverte des poèmes de Sappho, qui parle d'une femme aimée portant un collier ou une couronne de violettes. Cette association se retrouve dans la pièce d'Édouard Bourdet La Prisonnière (en) et est fortement reprise dans la presse, scandalisée par sa représentation positive de l'homosexualité féminine : cela a pour effet à la fois de diffuser la pratique de porter des violettes comme signe de reconnaissance lesbien, mais aussi de globalement baisser les ventes de cette fleur aux États-Unis.
La référence à Sappho s'étend plus loin que les violettes et s'étend au port de tuniques et de robes grecques antiques plus ou moins authentiques ; dans son jardin, Barney recrée des tableaux vivants, avec de l'encens brûlant sur des autels. La couturière Madeleine Vionnet, qui réalise de nombreuses robes pour Barney, s'inspire dans ses créations des tenues de la Grèce antique tout en inventant une nouvelle silhouette, coupée en biais et resserrée qui deviendra populaire dans les années 1930. Ses vêtements étaient à la fois sexuellement séduisants et libérateurs à porter, en contraste avec ceux du siècle précédent, notamment le corset.
Pour les hommes homosexuels fréquentant les Champs-Élysées, la tenue typique est le manteau cintré qui met les fesses en valeur et les cheveux ondulés. Le bal du Magic City est l'occasion pour les homosexuels parisiens d'exprimer leur féminité sans limite et sans craindre la répression sociale.

### Après la seconde guerre mondiale
En raison de la forte répression de l'homosexualité en Europe et en Amérique du Nord, la grande majorité des personnes gays et lesbiennes de l'époque cherchent avant tout à préserver leur sécurité et adoptent en conséquence des tenues visant la discrétion avant tout. En parallèle se développe chez les lesbiennes des classes populaires, en particulier dans les bars lesbiens américains, la codification des styles butch et fem.
Peu à peu émergent cependant des éléments caractéristiques de la peacock revolution (en) ainsi que des syles mod, hippie et camp, avec des vêtements plus colorés, près du corps, inspirés de l'art nouveau. Les mouvements homosexuels et de la deuxième vague féministe commencent à apparaître, faisant de la liberté une valeur cardinale qui se retrouve dans les vêtements.

#### Le Clone
Après les émeutes de Stonewall, le style efféminé perd son statut hégémonique au sein de la mode gay pour coexister avec d'autres formes de célébration de l'homosexualité masculine ancrées dans la virilité de la classe ouvrière. 
Ainsi, le marcel, d'abord vêtement de travail ouvrier, devient symbole iconographique gay, en particulier sous l'influence de Jean Genet et Tom of Finland, pour ensuite devenir emblème de virilité tant hétérosexuelle qu'homosexuelle lorsque Bruce Willis pose en marcel dans une publicité Calvin Klein dans les années 1990. Plus généralement, de nombreux symboles vestimentaires de la masculinité, sont détournés dans une optique érotique tout au long du XXe siècle : le tricot de marin rayé, signature de Jean-Paul Gaultier ; le Perfecto, la casquette de cuir et le chaps ; les tatouages de Hells Angels ; les tenues militaires ou le style baggy des rappeurs. Ces détournements, qui ciblent souvent les groupes homophobes ou perçus comme tels, ne font pas toujours l'unanimité, en particulier lorsqu'il s'agit de reprises d'iconographies nazies.
Si de ce style naît la communauté cuir, le style de la rue est moins visible, à base de Levi's 501, de chemises en flanelle et de célébration de la musculature. 
Enfin, c'est aussi à cette époque qu'émerge le code foulard, manière de signaler visuellement ses préférences sexuelles.

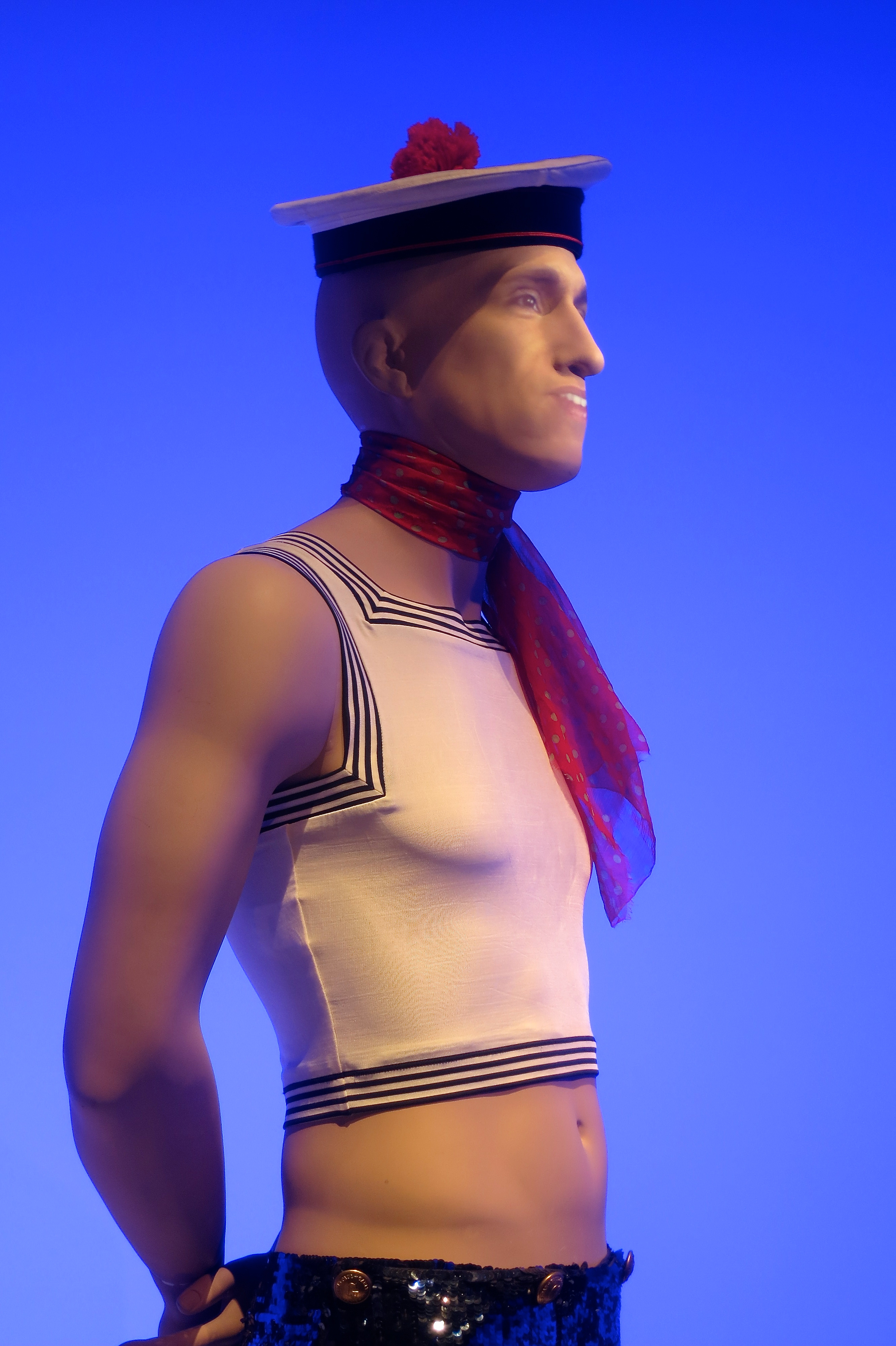
Collection House of Pleasures de Jean-Paul Gaultier reprenant des codes de la marine et exposée au Kunsthal.
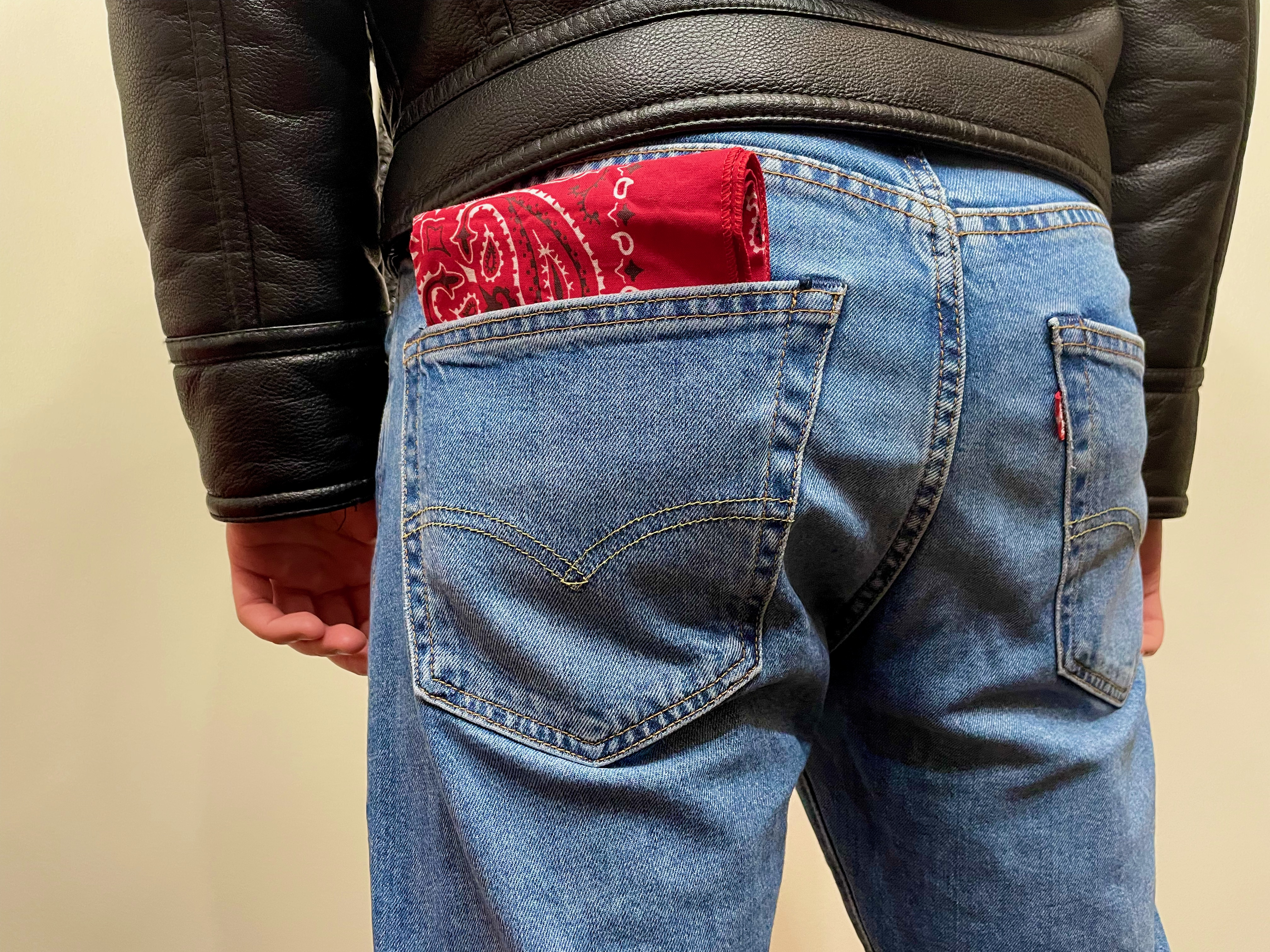
Port du code foulard associé à un Levis et un blouson de cuir
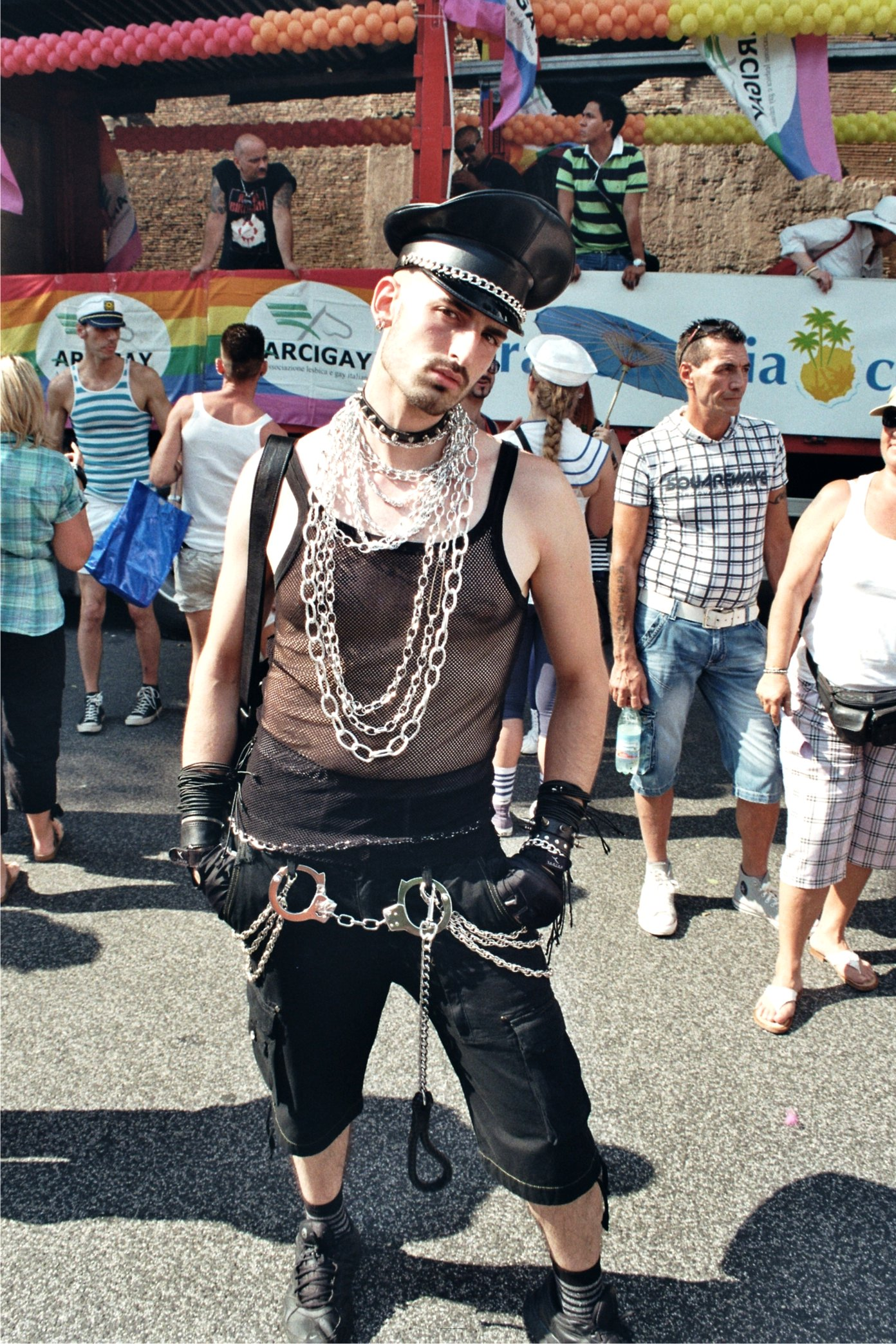
Tenue cuir à la marche des fiertés 2010 de Rome
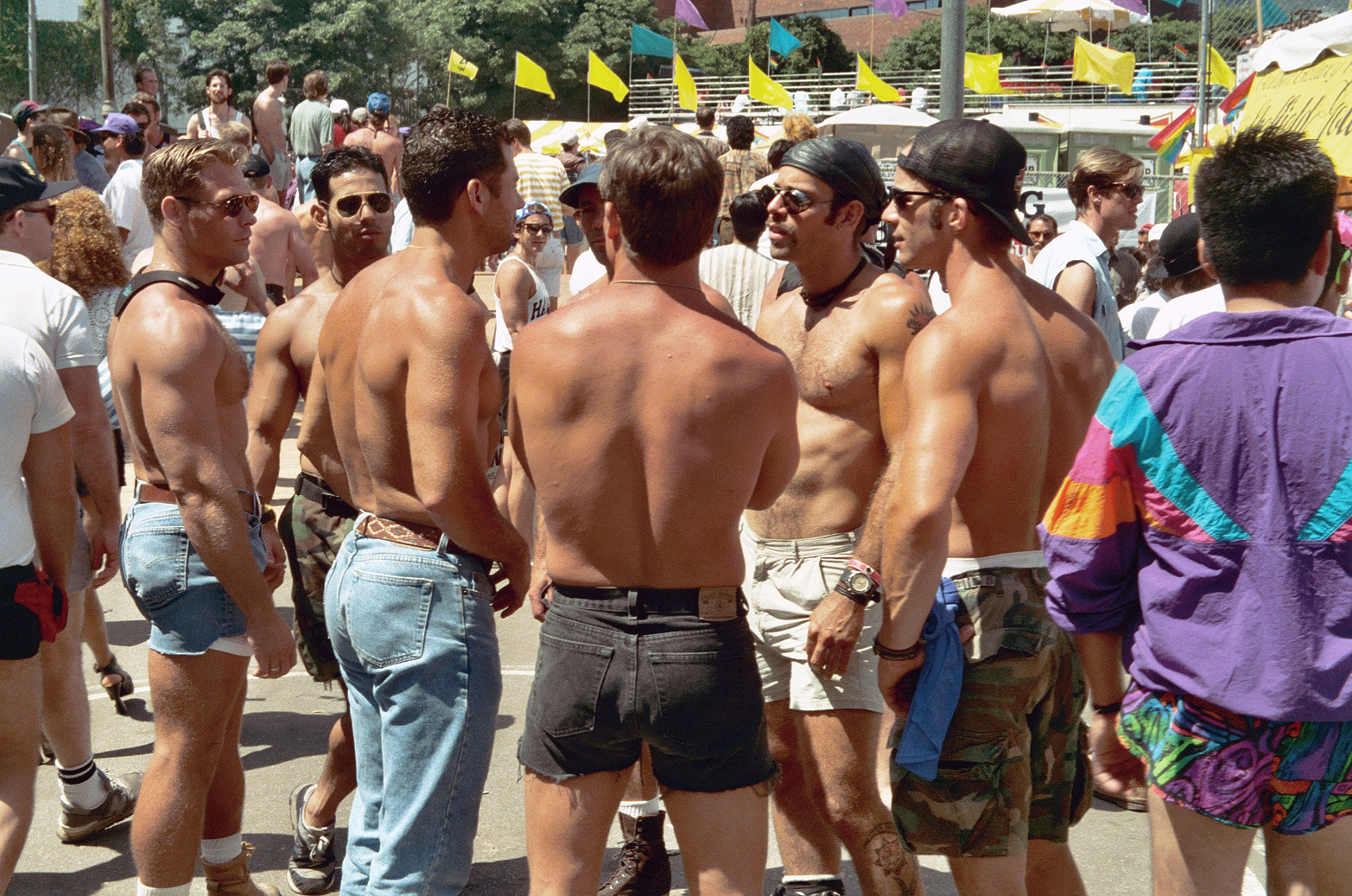
Marche des fiertés de Los Angeles 1993

#### L'uniforme lesbien

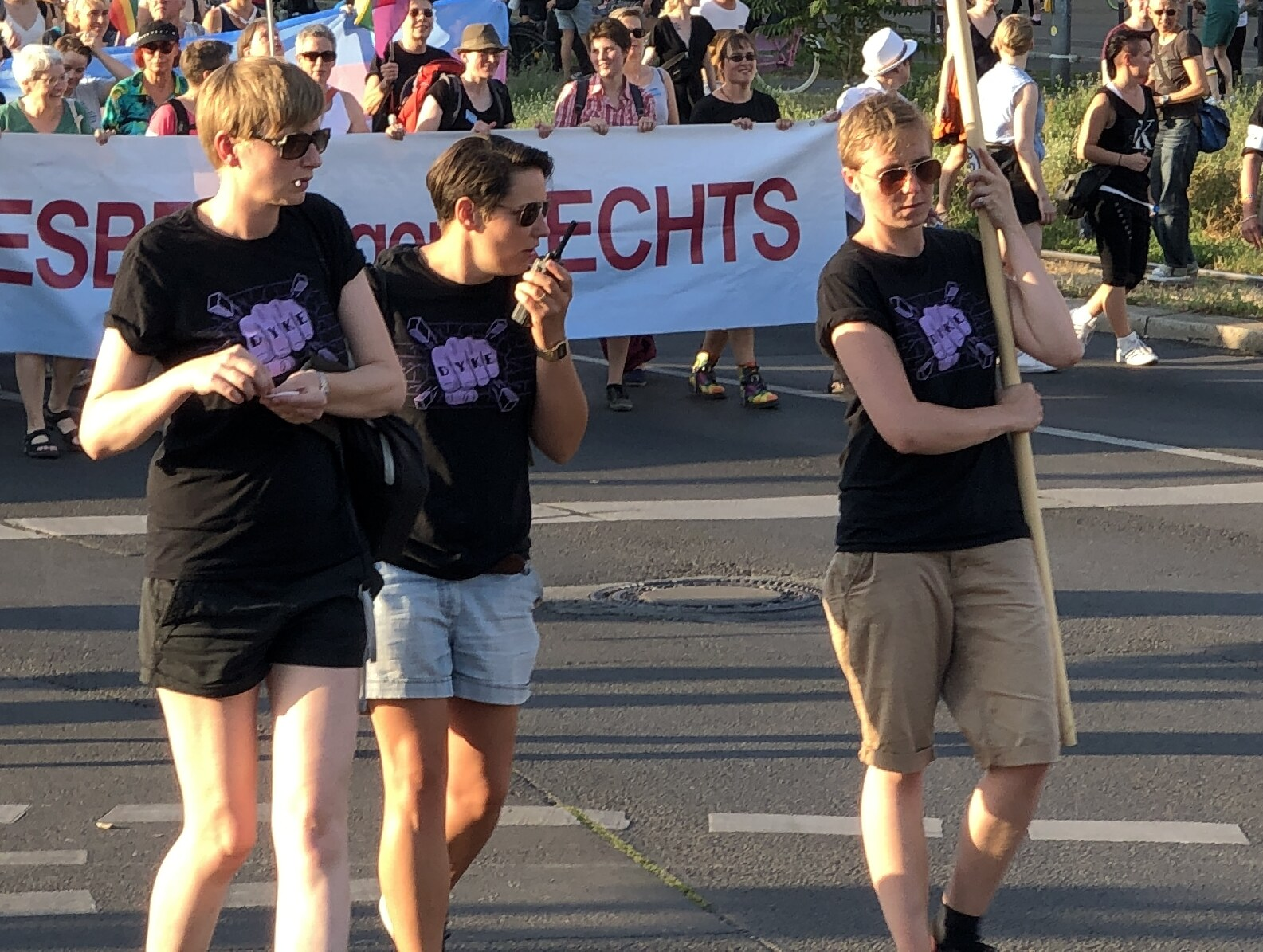
Tête de cortège de la Dyke March de Berlin 2019

Dans les années 1970, la seconde vague féministe et notamment les lesbiennes féministes cherchent à détruire le patriarcat ; dans cette idée, les classes de sexe doivent disparaître, et l'idéal devient les vêtements non-genrés comme les jeans et chemises à carreaux ainsi que le refus de l'épilation et du maquillage.

#### Punk et Queercore
Dès ses origines, le mouvement punk incorpore des éléments qui font sens pour les personnes LGBT, en particulier l’ambiguïté sexuelle, la confusion de genre, l'aspect non-genré des vêtements punks et la déconstruction des tabous sexuels. Ce style, associé aux couturiers Vivienne Westwood et Malcolm McLaren et aux Doc Martens, est d'abord marginalisé, puisque ceux qui les portent aux États-Unis se retrouvent arrêtés pour porter l'un des tshirts emblématiques de cette période, deux cowboys debout en train d'avoir des relations sexuelles, puis repris par la mode mainstream et dépolitisé au point que les personnes queers ne s'y reconnaissent plus. Celles-ci fondent alors leur propre mouvement, le queercore.

#### Stylistes
Dans les années 1980, porter les tenues de certains créateurs, comme Comme des Garçons, Jean-Paul Gaultier, Paul Smith et Dries Van Noten, devient un signe de reconnaissance de la communauté gay. 

#### Années sida
La pandémie de sida impacte fortement l'industrie de la mode : de nombreux créateurs gays et bisexuels meurent du sida dans les années 1980, comme Perry Ellis, Angel Estrada, Halston, Bill Robinson (en), Isaia Rankin et Willi Smith (en), mais aussi d'autres personnes du secteur de la mode, comme Antonio Lopez, Kevyn Aucoin (en) et Way Bandy (en), ou des personnes moins connues mais essentielles au fonctionnement de l'industrie. L'association entre mode et homosexualité masculine d'une part, et homosexualité et sida d'une autre, est si forte que les investisseurs réclament que les stylistes passent des tests pour prouver leur séronégativité, quand ils n'arrêtent tout simplement pas leurs financements.
Face à cette crise majeur, le milieu de la mode s'investit dans la lutte contre le VIH, avec Calvin Klein et Elizabeth Taylor organisant des levées de fond, Kim Hastreiter (en) le Love Ball et le conseil des créateurs de mode américains fondant un fond dédié à combattre la maladie. Enfin et surtout, Act-up développe un militantisme radical, où la visibilité, notamment par la tenue, tient une place centrale.

#### Badges politiques

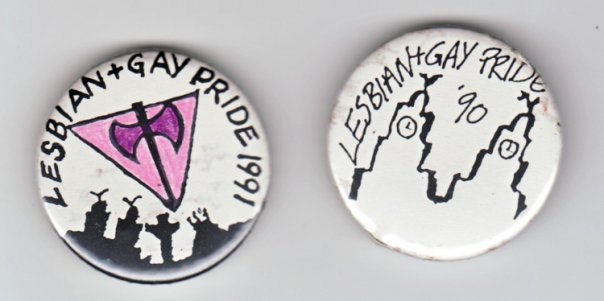
Badges des marches des fiertés 1990 et 1991 de Liverpool

Dans les années 1960, les mouvements gays et lesbiens naissants créent la pratique de portée des badges politiques. Ceux-ci répondent au double besoin d'être facilement identifiables pour les personnes partageant les mêmes codes, permettant de créer des connivences, et invisibles aux autres, protégeant ainsi de l'homophobie : ainsi, lors de l'Eastern Regional Conference of Homophile Organizations de 1865, beaucoup de personnes portent des badges avec la mention « ECHO ». La petite taille des badges politiques permet aussi que les messages plus radicaux et directs puissent être facilement cachés. Le monocle est tellement associé à la communauté lesbienne qu'un club fait la publicité d'une soirée en annonçant que chaque participante y recevrait cet accessoire.

#### T-shirts
Les t-shirts à message politique se développent durant la seconde moitié du XXe siècle, sous notamment la volonté de groupes d'activistes de développer une identité visuelle forte.
En 1970, en réaction aux propos lesbophobes de la féministe Betty Friedan qui cherche à exclure les lesbiennes du Second Congress to Unite Women, arguant que celles-ci sont un danger pour le féminisme et parlant de « menace mauve », des lesbiennes forment le groupe Lavender Menace. Leur première action consiste en l'achat d'un lot de t-shirts blancs, dans une taille unique pour limiter les coûts, qu'elles teignent en violet dans la baignoire de l'une des leurs. Elles cachent ces t-shirts sous leurs vestes en se rendant au Second Congress to Unite Women, puis les montrent fièrement alors qu'elles montent sur scène et invitent les participantes à les rejoindre.
Dans les années 1990, les Lesbian Avengers cherchent à lutter contre l'invisibilisation des lesbiennes via l'organisation des Dyke March, mais aussi des visuels puissants, dont leurs t-shirts : le nom de l'organisation entourant une bombe stylisée. L'attitude, volontairement provocante, vise à montrer la violence de la lesbophobie et à rendre plus inconfortable le soutien passif à l'homophobie.
Cette visibilité devient un enjeu encore plus important durant la pandémie de sida, où la visibilité est une question de survie. L'exemple le plus marquant est le slogan Silence = Mort, repris sur de nombreux t-shirts de marche des fiertés, en particulier à la fin des années 1980 et durant les années 1990.

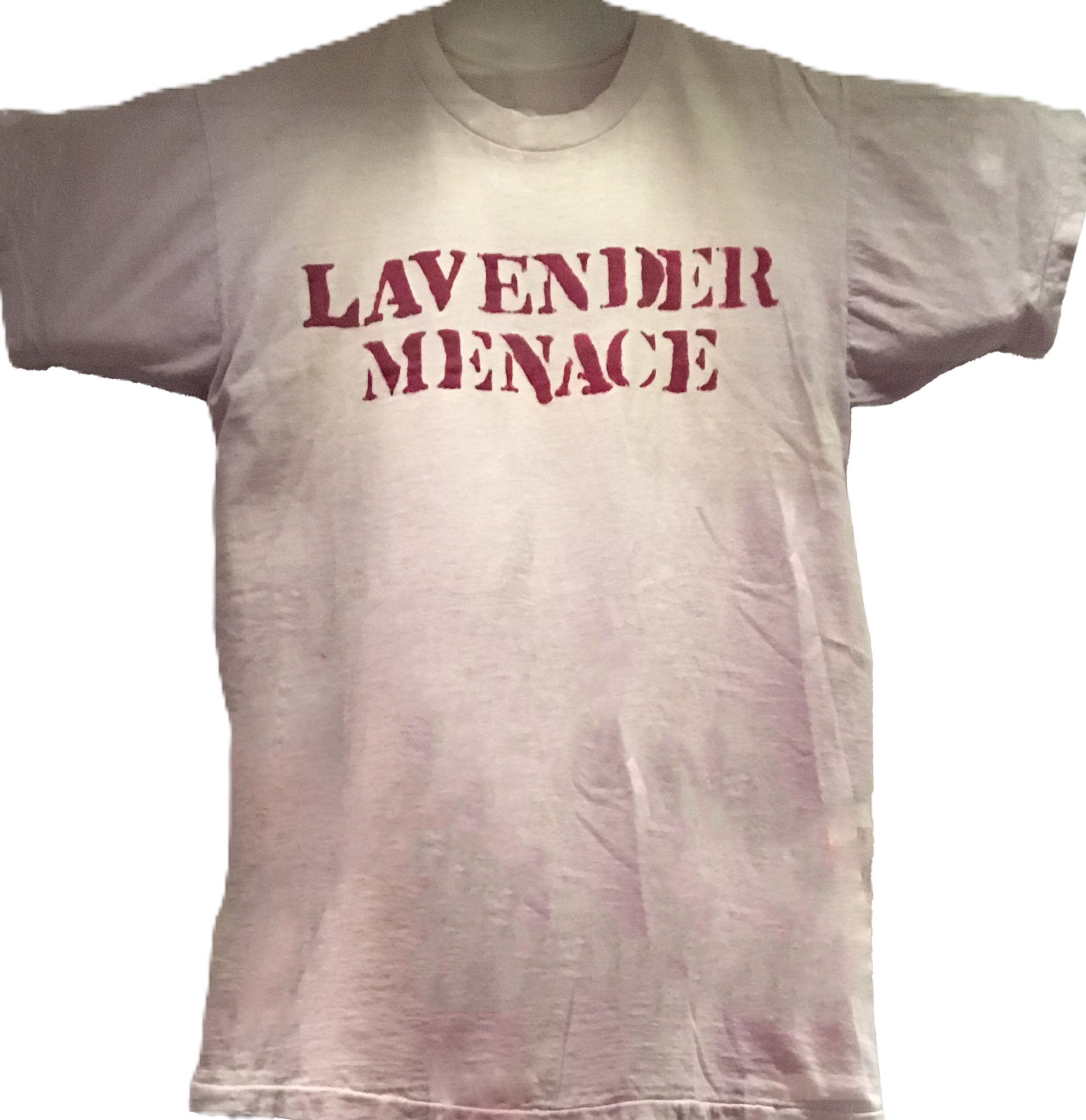
Tshirt Lavender Menace, Lesbian Herstory Archives
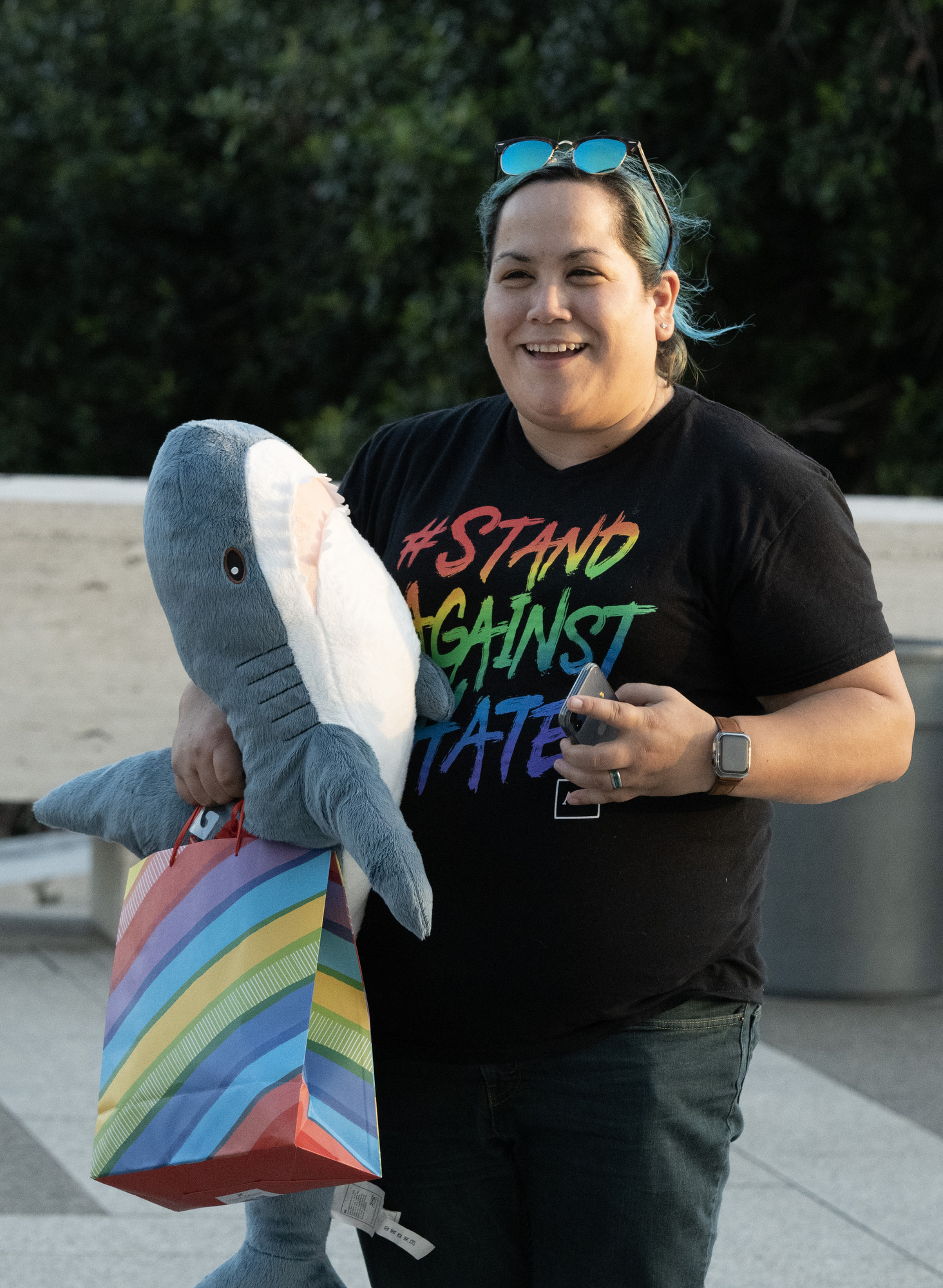
Jessica Chapa recevant un prix lors de Y’all Means All en 2023. Les t-shirts à message sont des composantes de l'activisme LGBT depuis les années 1970 et la peluche Blåhaj est associé à la communauté trans en ligne depuis les années 2020.

## Par communauté

### Mode gay
La mode gay est historiquement une posture réflexive sur la féminité et plus précisément le fait d'être d'efféminé, que ce soit pour célébrer cette association ou au contraire s'en distancier.

## Haute couture

### Créateurs

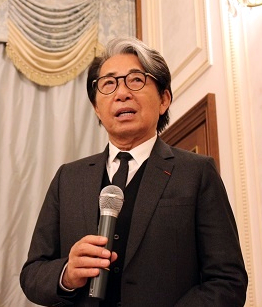
Kenzō Takada en 2017.

L'industrie de la mode, en particulier de la haute couture, est un domaine très fortement associé à l'homosexualité masculine dès les années 1960 en raison notamment du grand nombre de couples d'hommes ou d'hommes gays et bisexuels. Encore peu nombreux dans le années 1920 et 1930, avec Norman Hartnell (en), Edward Molyneux, Charles James et Cristóbal Balenciaga, ils le sont beaucoup plus après la seconde guerre mondiale : Christian Dior, Pierre Balmain, Rudi Gernreich, Giorgio Armani, Gianni Versace, le couple Dolce & Gabbana, Marc Jacobs, les jumeaux Caten, le couple Yves Saint Laurent et Pierre Bergé, Karl Lagerfeld, John Galliano, Jean-Paul Gaultier, Tom Ford, Thierry Mugler, Claude Montana, Stefano Pilati, Alexander McQueen, Jean-Claude Jitrois, Azzedine Alaïa, ou Kenzo,. Pour le collectif français LGBTQ et féministe des Ailes sur un tracteur, cette prépondérance s'explique par la liberté associée à l'homosexualité : en se libérant des contraintes virilistes qui pèsent sur les hommes hétérosexuels, les créateurs homosexuels ont pu très tôt s'emparer des codes vestimentaires tant masculins et féminins, et ainsi avoir un plus grand panel de sources pour exprimer leur créativité. Les journalistes de mode hétérosexuelle Anne Boulay et Marie Colmant avancent quant à elles un rapport particulier entre les créateurs gays et les femmes hétérosexuelles, empreint d'un rapport de séduction non consommé qui amène les stylistes à avoir une compréhension fine de la féminité sensuelle et affirmée, souvent inspirée d'un rapport personnel avec une muse : Loulou de la Falaise pour Yves Saint Laurent, Farida Khelfa pour Azzedine Alaïa, Inès de la Fressange pour Karl Lagerfeld ou Frédérique Lorca pour Jean-Paul Gauthier.
Ce jeu avec la féminité met parfois ces mêmes journalistes mal à l'aise, par exemple lorsque Thierry Mugler fait défiler des femmes trans et des hommes travestis pour sa collection de prêt-à-porter féminin du début des années 1990. Elles avancent enfin qu'une autre des caractéristiques des créateurs de mode gays est le registre masculin-féminin et androgyne, citant pêle-mêle les costumes trois pièces d'Yves Saint Laurent des années 1960, la mode japonaise asexuée des années 2000, le style glam rock de David Bowie, le travail d'Hedi Slimane, ou les vêtements inspirés par le style de Marlène Dietrich ou de Leslie Winer (en).
Cette association est parfois faite à tort : ainsi, la journaliste Marilyn Bender écrit en 1967 dans Beautiful People que la popularisation des bottes vient des « pansy boys », alors qu'elles sont plutôt caractéristiques à l'époque du style des créateurs hétérosexuels Mary Quant et André Courrèges.

### Mannequins

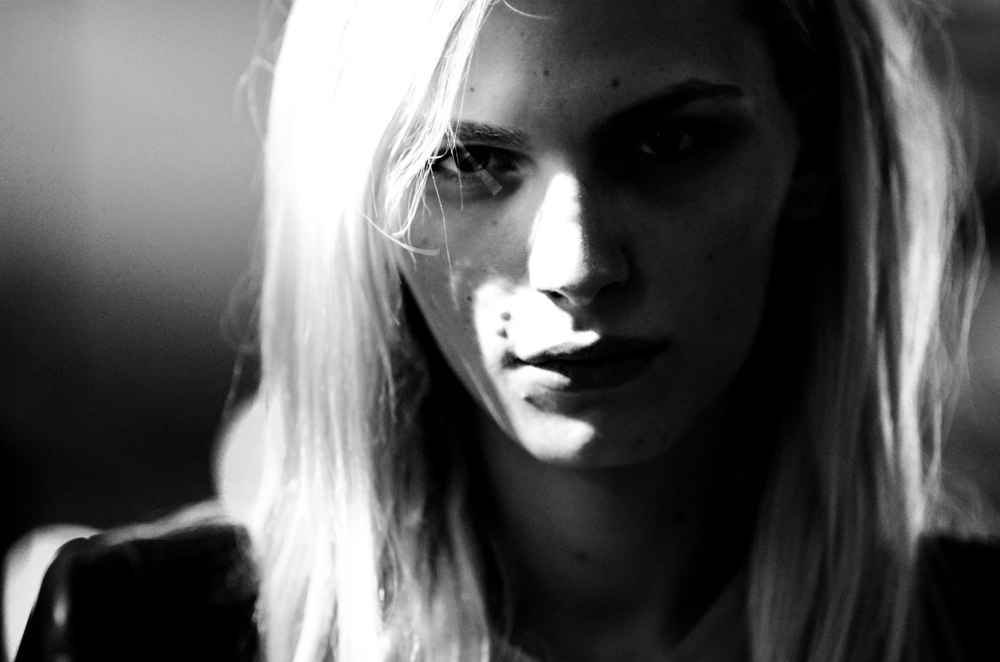
La mannequin Andreja Pejić en 2013.

Plusieurs femmes trans comptent parmi les mannequins célèbres : la pionnière, April Ashley, qui est aussi intersexe, est outée à son insu en 1961, ce qui met fin à sa carrière dans la mode. En 2014, la mannequin Andreja Pejić, qui s'était fait connaître en tant que mannequin homme au physique androgyne, annonce sa transition de genre, ce qui ne l'empêche pas de poursuivre sa carrière. La présence de mannequins trans sur les podiums est beaucoup plus normalisée dans les années 2020, avec les carrières de Hunter Schafer, Teddy Quinlivan (en), Hari Nef, Nathan Westling (en), Juliana Huxtable, Lea T, Carmen Carrera ou Geena Rocero.

## Publicité
En 1982, Calvin Klein révolutionne la publicité de mode avec une campagne d'affiches en noir et blanc montrant un mannequin portant uniquement un sous-vêtement blanc. Ce style, qui devient la marque de fabrique de la marque, devient si populaire auprès des hommes gays que certains cassent les vitrines d'abribus pour récupérer l'affiche et l'exposer chez eux.
Cette publicité lance une tendance de l'usage de l'homoérotisme dans le marketing, qui sert à la fois à capter le marché gay qui s'y reconnaît mais aussi une partie de la population hétérosexuelle, qui voit dans la sexualité gay quelque chose d'extraordinaire, de non-conforme et de rejet des tabous, et qui va ainsi acheter la marque pour exprimer sa distinction.

## Politique de la respectabilité
Dès les années 1920 apparaissent des discours de politique de la respectabilité et notamment des critiques venant de personnes homosexuelles que d'autres s'habillent de manière trop visiblement déviante. Ainsi, Noël Coward critique le style de Cecil Beaton, l'accusant de porter des tenues ostensiblement et exagérément gays. Cette position s'accompagne d'une autocensure chez Coward, qui choisit de ne pas s'habiller comme il le souhaiterait pour éviter la violence.

### Ouvrages
1. 1 2 3 4 5 6 7 8 9 10 11 12 13   (en) Eleanor Medhurst, « T-shirts - The Billboards of the Body », dans Unsuitable: a history of lesbian fashion, 2024, p. 197-206
2. ↑   (en) Eleanor Medhurst, « Introduction », dans Unsuitable: a history of lesbian fashion, 2024, p. 1-11
3. 1 2 3  (en) Adam Geczy et Vicki Karaminas (en), « Gay Men's Style: From Macaroni to Metrosexual : introduction », dans Queer style, 2013, p. 49-50
4. 1 2 3 4 5 6 7  (en) Valerie Steele, « A queer history of fashion: from the closet to the catwalk : Pretty gentlemen of the eighteenth century: the molly, the macaroni, and the man-milliner », dans A queer history of fashion: from the closet to the catwalk, 2013, p. 12-17
5. 1 2 3 4 5 6  (en) Eleanor Medhurst, « Anne Lister: Diary and Dresses », dans Unsuitable: a history of lesbian fashion, 2024, p. 33-46
6. 1 2 3 4 5 6 7 8  (en) Valerie Steele, « A queer history of fashion: from the closet to the catwalk : Wild styles: aesthetes and dandies », dans A queer history of fashion: from the closet to the catwalk, 2013, p. 17-23
7. ↑  Didier Eribon, « Vert », dans Dictionnaire des cultures gays et lesbiennes, Larousse, 2003.
8. 1 2 3 4 5 6 7 8 9 10  (en) Valerie Steele, « A queer history of fashion: from the closet to the catwalk : Lesbian elegance and the gay world », dans A queer history of fashion: from the closet to the catwalk, 2013, p. 24-33
9. 1 2 3 4 5 6  (en) Eleanor Medhurst, « The Complete Appearance of a Lady: Trans Lesbians in Weimar Berlin », dans Unsuitable: a history of lesbian fashion, 2024, p. 81-90
10. 1 2 3 4  (en) Eleanor Medhurst, « Literary Lovers: 1910s Japan », dans Unsuitable: a history of lesbian fashion, 2024, p. 47-76
11. 1 2 3 4  (en) Eleanor Medhurst, « Paris Lesbos: The Sapphic Capital », dans Unsuitable: a history of lesbian fashion, 2024, p. 59-68
12. ↑  (en) Eleanor Medhurst, « Tunic and Violets: Sappho and Her Afterlives », dans =Unsuitable: a history of lesbian fashion, 2024, p. 13-22
13. 1 2 3 4 5 6 7 8 9 10 11 12 13 14  (en) Valerie Steele, « A queer history of fashion: from the closet to the catwalk : Before and after Stonewall », dans A queer history of fashion: from the closet to the catwalk, 2013, p. 44-51
14. 1 2 3 4 5 6  Anne Boulay et Marie Colmant, « Mode », dans Dictionnaire des cultures gays et lesbiennes, 2003.
15. 1 2 3 4 5  (en) Valerie Steele, « A queer history of fashion: from the closet to the catwalk : Sexuality And Style », dans A queer history of fashion: from the closet to the catwalk, 2013, p. 51-72
16. 1 2  « Tous les stylistes célèbres sont-ils homosexuels ? », dans Queer sais-je? (version lesbienne) : connaissez-vous bien la culture lesbienne, gay, trans, queer et féministe?, Des ailes sur un tracteur, 2015 (ISBN 978-1-326-20341-2 et 1-326-20341-X, OCLC 967876906).
17. ↑  Jeremy Atherton Lin, « La Factory : Los Angeles », dans Gay Bar : Pourquoi nous sortons le soir (ISBN 979-10-92159-34-9), p. 76-77

### Publications universitaires
1. ↑  (en) William J. F. Keenan, « Book Review: Giorgio Riello and Peter McNeil (eds) Shoes: A History from Sandals to Sneakers Berg, Oxford and New York, 2006 », Cultural Sociology, vol. 1, no 3,‎ novembre 2007, p. 435–439 (ISSN 1749-9755 et 1749-9763, DOI 10.1177/17499755070010030705, lire en ligne, consulté le 6 août 2024)

### Presse
1. ↑  admin, « L'interview de Leïla Slimani : "Mon arme, c'est la plume" », sur Magazine Antidote, 12 janvier 2017 (consulté le 6 août 2024)
2. ↑  (en-GB) Edward Siddons, « Why is the gay leather scene dying? », The Guardian,‎ 4 octobre 2018 (ISSN 0261-3077, lire en ligne, consulté le 6 août 2024)
3. ↑  (en) « Queer Fashion Is Not A Trend, 'It's A Social Movement' », sur HuffPost, 24 avril 2015 (consulté le 10 juillet 2023).
4. ↑  (en) « 2019 Creative Nonfiction Grantee: Channing Gerard Joseph », whiting.org (consulté le 8 février 2020)
5. ↑  (en) Channing Gerard Joseph, « The First Drag Queen Was a Former Slave », sur The Nation, 31 janvier 2020 (consulté le 8 février 2020).
6. ↑  « April Ashley interview: Britain's first transsexual », sur www.telegraph.co.uk (consulté le 23 avril 2023).
7. ↑  (en) « Andrej Pejic Comes Out as Trans Woman », sur www.out.com (consulté le 23 avril 2023).
8. ↑  « 9 mannequins transgenres, véritable vent de fraîcheur dans l'industrie de la mode », sur www.lofficiel.be (consulté le 23 avril 2023).